# Look Around You
Look Around You är en brittisk komediserie skapad av Robert Popper och Peter Serafinowicz. Den första säsongen, som bestod av åtta 10-minutersavsnitt, sändes 2002, och den andra säsongen, bestående av sex 30-minutersavsnitt, sändes 2005, båda i BBC2.
Den första säsongen sändes i BBC America i början av 2005, och en något redigerad version av säsong två i mars 2006. Första säsongen av Look Around You nominerades till en BAFTA år 2003.

## Säsong ett
I första säsongen parodieras och hyllas undervisningsfilmer från sent 70-tal och tidigt 80-tal. Ett nytt vetenskapligt ämne hanteras i varje avsnitt, eller "modul".
Avsnitten, i sändningsordning:
1. Calcium - (kalcium) (pilot, dubbelavsnitt)
2. Maths - (matematik)
3. Water - (vatten)
4. Germs - (bakterier)
5. Ghosts - (spöken)
6. Sulphur - (svavel)
7. Music - (musik)
8. Iron - (järn)
9. Brain - (hjärnan)

Humorn härstammar från en kombination av nonsens, tillförlitliga referenser och hyllningar. Exempelvis visas och diskuteras fiktiva föremål som liknar vardagliga föremål. Dessa föremål inkluderar "the Boîte Diabolique", en slags keyboard med "förbjudna tangenter"; och "Garry Gum", ett prestationshöjande tuggummi som har diarré som en olycklig biverkning, och därför kräver att användaren också tuggar "Anti-Garry Gum".
Varje avsnitt inleds med en autentisk nedräkningsklocka liknande den som användes i ITV Schools undervisningsprogram mellan 1979 och 1987. Musiken som spelas under nedräkningen är i samma stil som originalet, men spelat på gitarr.
Den "fakta" som lärs ut i programmen är långt ifrån sanningsenlig. Exempelvis lär programmet om bakterier (germs) ut att bakterier härstammar från Tyskland (Germany), och att whisky framtälls genom att man blandar vatten och kväve.
Serien har berömts för sin detaljrikedom. Färgerna, ljuset och stilen har medvetet justerats för att likna den typ av undervisningsfilmer som gjordes under 80-talet och visades i skolor.
I slutet av varje avsnitt hänvisar berättarrösten till "nästa avsnitt", trots att de nämnda avsnitten aldrig gjorts. De avsnitt som utlovas, men aldrig visas är:
- Champagne
- Cosmetics - (kosmetika)
- Dynamite - (dynamit)
- Flowers - (blommor)
- Hitchhiking - (lifta)
- Italians - (italienare)
- Reggae
- Romance - (romantik)

## Säsong två
Den andra säsongen består av sex 30-minutersavsnitt och har en mer populärvetenskaplig stil än första säsongen. Avsnitten utspelar sig i en studio med fyra programledare. Stilen på programmet, färgerna och klädstilen har valts för att ge intrycket av att programmet är inspelat under tidigt 1980-tal, men spelades i verkligheten in under 2004. Säsongen regisserades av Tim Kirkby och Ash Atalla (producenten bakom The Office) var exekutiv producent. 
Säsong två sändes från 31 januari till 7 mars 2005 i BBC Two, och innehöll följande avsnitt:
1. Music 2000
2. Health - (hälsa)
3. Sport
4. Food - (mat)
5. Computers (datorer)
6. "Live" Inventor of the Year Final

Enligt kommentatorspåret på DVD:n med säsong två utspelar sig programmet runt 1980-81. För att förstärka seriens retrokänsla inleddes varje avsnitt med att Peter Serafinowiczs röst presenterar avsnittet samtidigt som en klassisk BBC Two-bild (som syntes i TV från 1979–1986) visas. Dessutom spelades alla utomhusscener in på 16-millimetersfilm av samma typ som användes under den tiden.
Sångtävlingen i "Music 2000"-avsnittet förstärker också bilden av att programmet utspelar sig på 1980-talet. De tävlande visar vilka typer av futuristiska låtar de tror att vi kan förvänta oss höra i det avlägsna år 2000.
Till skillnad från första säsongen innehåller säsong två dialog mellan de fyra programledarna och deras gäster. Peter Serafinowicz spelar Peter Packard, medan Robert Popper spelar Jack Morgan, en karaktär som dyker upp i säsong ett som en musiker som framför låten "Little Mouse". De två andra programledarna, Pam Bachelor och Pealy Maghti, spelas av Olivia Colman och Josie D'Arby.

### Gästskådespelare
Varje avsnitt innehöll flera extra karaktärer, varav många spelas av kända brittiska komiker.

#### Avsnitt 1
- Kevin Eldon - "Tony Rudd", lärare och delatagare i "Music 2000"-tävlingen. Framför låten "Machadaynu".
- Kate Drew - "Toni Baxter", deltagare i "Music 2000"-tävlingen. Framför låten "Sexual Interface" (sångrösten i låten tillhör egentligen Sarah Alexander).
- Harry Enfield - "Tjajkovskijs spöke", domare i "Music 2000"-tävlingen.
- Sanjeev Kohli - "Synthesizer Patel", synthentusiast och programmeraren av "Easitone 'Play-In-A-Day' 50".
- Michael Fenton Stevens - "Sir Alan Rees", ordförande i ROPRA (The "Royal Pop and Rock Association").
- Mark Heap - "Leonard Hatred", uppfinnare av "Psilence", en öronspray med flytande hud.

#### Avsnitt 2
- Benedict Wong - "Dr Franklin Fu", plastikkirurg och kollega till läkarroboten Medibot. Wong gör också rösten till Medibot.
- Matt Lucas - rösten till "Dr Phillip Lavender", drabbad av "Geodermic Granititis" (även känt som "Cobbles") och uppfinnare av dess botemedel "Anti-Cobbling Cream".
- Simon Pegg - Man med dåliga tänder i reklamfilm för "Jenny" tandkräm.
- Paul Humpoletz - "Prof. Keith Craven", professor på "the National Sleep Research Centre" på "St. St. Johns".
- Geoffrey McGivern - lärare i Professor Keith Craven's inspelade dröm.
- Peter Baynham - volontär på the National Sleep Research Centre, som svarar i telefon i sömnen.

#### Avsnitt 3
- Sarah Alexander - "Ros Lamb, the Southport Sparrow", världsmästare i 400,000 meter, som även innehar världsrekordet på sträckan Shepherd's Bush - Aberdeen, tack vare "Di-tutetamine Brohohibe", en slags raktebränsle för människor som gör att hon kan springa i 3 500 mph (5 632 km/h). (Sarah Alexander är Serafinowiczs fru).
- Graham Linehan - Ron Lamb, tränare och make till Ros. (Graham Linehan är Serafinowiczs svärson).
- Lewis McLeod - "Mario Abdullah-Levy", BBC Scotlands reporter.
- Edgar Wright - "Eddie Yorque", Look Around Yous chefstekniker.
- Alex Woodhall - "Paul Alan", ägare till hästen "Championess". Hästen är uppfinnaren av "the Horse Race Predicting Computer" (en dator som kan förutspå vinnande hästar i hästkapplöpning).
- Andrew Burt - "Sebastian Jackson" och två av hans kloner, "Provastian Jackson" och "Ninastian Jackson", uppfinnare av en mängd specialfotbollar, såsom "Invisiball" (osynlig fotboll), "Footcube" (fotkub), "Meat-Ball" (betyder köttbulle), "Piggy Ball" och "världens mest runda boll".
- Paul Birchard - "Scot Nolan", Amerikansk uppfinnare av en blandning av golf och tennis: "Gonnis". Som ett tillägg till listan av teleskopord säger Nolan att han arbetar på en blandning mellan "Fencing and Darts" (fäktning och dart).
- Adam Buxton - Bunny Gnowles, Gonnisdomare och Nolans pojkvän.

#### Avsnitt 4
- Paul Elliot - "Tony Parker, den mänskliga soptunnan".
- Ross Lee - "Andy Gough", årets bantare, sponsrad av "Slimby" dietmilkshake.
- Paul Putner - "Clive Pounds", chef för "Big 'C' - The Casserole People", en automatiserad snabbmatskedja. Clive Pounds är bror till Len Pounds (som också spelas av Putner) från avsnittet "Sulphur" i säsong ett.
- Richard Leaf - astronaut i den svartvita filmen "Scenes From the World of Tomorrow".
- Nicola Cunningham - fru till astronauten i "Scenes From the World of Tomorrow".
- John Owens - "Teddy Clarke", uppfinnaren av "Vegetable Orchestra System" (grönsaksorkestersystemet).

#### Avsnitt 5
- Simon Pegg - Kung Henry.
- David Walliams - rösten till "Bournemouth", Storbritanniens mest avancerade dator.
- Paul Jerricho - "Computer Jones", uppfinnaren av Bournemouth.
- Alex Lowe - "Lee Grithiffths", ägaren av "Grithiffths Game Megamart".
- Belinda Stewart-Wilson - "Patricia                    " (efternamnet är stumt), uppfinnaren av den första datorn för kvinnor, "Petticoat 5".
- I detta avsnitt medverkar Edgar Wright ännu en gång som "Eddie Yorque", Look Around You's chefstekniker.

#### Avsnitt 6
Detta avsnitt kretsar kring tävlingen "Invention of the Year" (Årets uppfinning) medverkar uppfinnarna från tidigare avsnitt: Leonard Hatred, Dr Phillip Lavender, Teddy Clarke, Paul Alan (med Championess) och Computer Jones. I avsnittet medverkar ännu en gång Synthesizer Patel och Eddie Yorque, samt flera andra karaktärer:
- David Mitchell - "Pat Taylor", uppfinnaren av könsbytesmaskinen "Sexmachange".
- Ryan Cartwright - "Sam Macnamara", Pat Taylors medhjälpare och veteranvolontär  som genomgått cirka 50-60 könsbyten.
- Cavan Clerkin - "Adam Sandwich", brittisk mästare i baklängesräkning.
- Nick Frost - bärare av en skylt med texten "HOT JON". Förklaringen till detta är ohörbar på grund av tekniska problem.
- James Serafinowicz - "Cobalt", den blå mannen.

## 10-årsjubileum
Den 13 januari 2012 firades 10-årsjubileet av Look Around You med en visning av första säsongens alla avsnitt på biografen BFI Southbank i London. Peter Serafinowicz visade också ett nytt klipp med titeln "Intermission", en slags informationsfilm i samma retrostil som Look Around You-programmen men med information om biografen, samt samhällsinformation och reklam.